# Bibliorum Scientiam
Bibliorum Scientiam (Latijn voor Bijbelwetenschap) is een motu proprio van paus Pius XI, van 27 april 1924, waarin richtlijnen worden gegeven voor de vereisten die gesteld moeten worden aan hen die werkzaam zijn in het doceren van Bijbelexegese. In het document wijst de paus op het belang van de Bijbel en op het belang van de getrouwe bestudering ervan. Met klem verzet de paus zich, in navolging van zijn voorgangers, tegen de rationalistische benadering van de Bijbelstudie, waar tegenover hij de katholieke Bijbelwetenschap plaatst, die de verdediger is van de ware Wijsheid tegen de kritiek van valse wetenschap. De paus releveert dat zijn voorgangers met de oprichting van de Pauselijke Bijbelcommissie (door paus Leo XIII) en het Pauselijk Bijbelinstituut (door paus Pius X) een krachtige impuls hebben gegeven aan de katholieke Bijbelexegese. Beide instellingen bestonden in naam om de Bijbelwetenschap te bevorderen, maar in de praktijk dienden ze vooral als de waakhonden voor de authentieke, dat wil zeggen katholieke, Bijbelexegese.

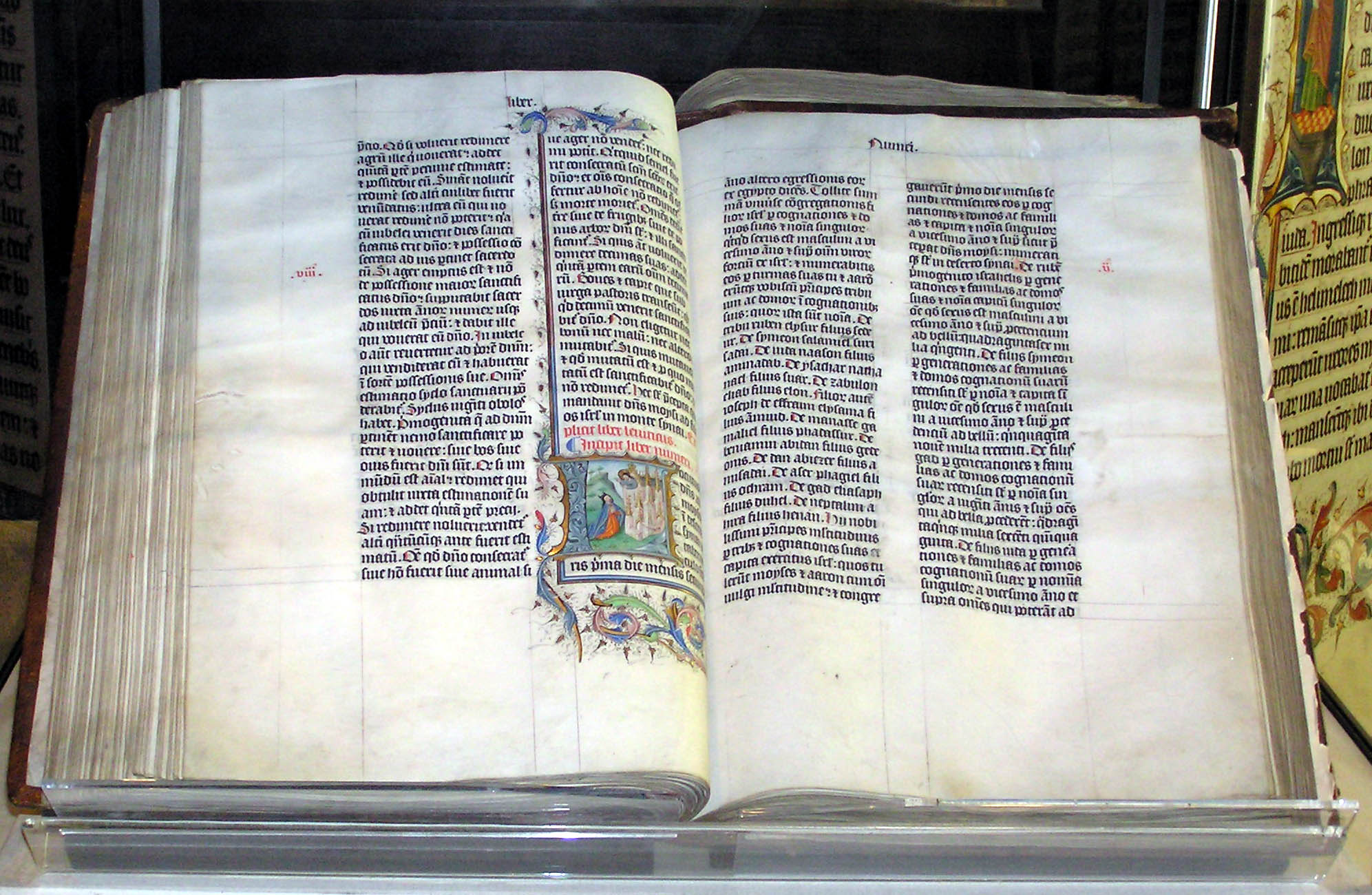
De Bijbel

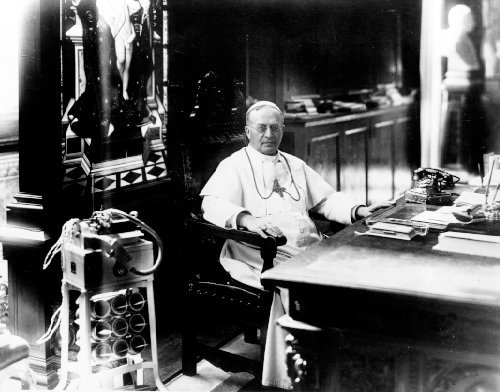
Paus Pius XI aan zijn schrijftafel

Paus Pius XI nu bepaalt dat voortaan alleen degenen die een graad hebben behaald bij het Instituut (op dat moment nog alleen tot doctoraal) of bij de Commissie (die op dat moment de doctorsgraden verleende) gerechtigd zijn Bijbelexegese te doceren aan de seminaries. Daarnaast spoort de paus de bisschoppen aan om studiefondsen te creëren ten behoeve van de meest getalenteerde onder hun studenten, om in Rome te kunnen studeren.
Het motu proprio kwam als een zegen voor de jonge priester, en latere kardinaal Bernardus Alfrink, die daartoe aangespoord door zijn hoogleraar kerkgeschiedenis Johannes de Jong, het plan had opgevat om in Rome te gaan studeren. De Utrechtse aartsbisschop Henricus van de Wetering keurde de plannen evenwel af, omdat hij graag zag dat priesters die verder wilden studeren dat deden aan de pas opgerichte Katholieke Universiteit in Nijmegen. In Bibliorum Scientiam vonden De Jong en de president van het seminarie A.C. van Schaik aanleiding om Alfrinks zaak nogmaals bij de aartsbisschop te bepleiten. Deze beschikte uiteindelijk positief en zo kon Alfrink zijn oorspronkelijke plan ten uitvoer brengen.